# Le Vibrazioni
Pour l'album homonyme, voir Le Vibrazioni (album).
Le Vibrazioni est un groupe de pop rock italien, originaire de Milan, en Lombardie. Formé en 1999, ses membres sont Francesco Sarcina, auteur et compositeur, Stefano Verderi, guitariste, Mark Castellani, bassiste, et Alexander Deidda, batteur.

## Biographie

### Débuts
Les quatre membres, tous originaires de Milan, sont Francesco Sarcina, auteur et compositeur ; Stefano Verderi, guitariste et claviériste ; Emanuele Gardossi, bassiste ; et Alessandro Deidda, batteur. La formation originale comprenait aussi Marco Castellani, qui participera au sein du groupe jusqu'en février 2008, après son remplacement par Gardossi.
Après des années de travail acharné passées à jouer dans des clubs milanais, le groupe se popularise finalement au début de 2003 avec le single Dedicato a te, qui sera certifié disque de platine en quelques semaines. Le single est suivi par une vidéo, diffusée sur les chaines milanaises, qui sera parodié par le groupe Elio e le Storie Tese. Dans la lignée, ils publient leur premier album, l'éponyme Le Vibrazioni, dont les ventes dépassent 300 000 exemplaires, et qui comprend les singles In una notte d'estate, Vieni da me, Sono più sereno, et ...E se ne va. Ce dernier deviendra la bande originale du film trois étapes sur le ciel Tre metri sopra il cielo. En 2004, ils terminent leur première tournée, et publient un DVD live, Live all'Alcatraz, enregistré le 27 septembre 2003 pendant leur dernier concert en soutien à leur premier album. Le DVD contient le concert dans son intégralité, et des tournages en coulisse.

### Le Vibrazioni IIetOfficine meccaniche
À la fin 2004 sort un nouveau single, Raggio di sole, avant la sortie de leur deuxième album. En mars 2005, ils participent au Festival de Sanremo avec la chanson Ovunque andrò. Leur deuxième album, intitulé Le Vibrazioni II est publié en parallèle à l'événement. Le Vibrazioni II sera certifié disque d'or.
Cette même année, ils collaborent à la bande son du film Eccezzziunale... veramente - Capitolo secondo... me, avec Diego Abatantuono. Ils jouent au Festivalbar avec la chanson Angelica.
Leur troisième album, Officine meccaniche, produit par Marco Trentacoste, est publié en novembre 2006, avant la sortie du single Se. Le nouvel album est un tournant vers le genre rock. L'album se classe 9e en Italie, avec au moins 180 000 exemplaires vendues.

### Le strade del tempo
Au début 2008, Marco Castellani, le bassiste, quitte le groupe pour poursuivre son groupe Octopus, et est remplacé par Emanuele Gardossi. En février de cette année, ils publient la vidéo pour Drammaturgia, un remake du film des années 1970, The Rocky Horror Picture Show, avec Riccardo Scamarcio, Paolo Bonolis et Sabrina Impacciatore. En mars 2008 sort le premier single de l'album à venir, produit par Marco Trentacoste, avec la nouvelle formation, Insolita. Le 18 avril sort leur premier album live, En vivo. Il s'agit d'une collection de chansons enregistrées en direct pendant le concert du 24 août 2007 à Sant'Angelo dei Lombardi. 
En décembre 2009, le groupe revient avec un nouveau single produit par Marco Trentacoste, Respiro, avant la sortie de l'album Le strade del tempo.

### Années 2010
Le 19 mai 2010, Le Vibrazioni sont appelées à ouvrir le concert d'AC/DC à Udine. Cette même année, à l'occasion de la Coupe du monde de football, le groupe enregistre, avec le producteur Marco Trentacoste, ce qui deviendra la chanson officielle de Sky Sports, Invocazioni al cielo. Ils effectuent un dernier concert pendant le Vibratour 2012, le 25 octobre 2012, puis se séparent.
Le 30 juin 2017, le groupe annonce son retour avec la formation originale pour le Radio Italia Live.

## Membres

### Membres actuels
- Francesco Sarcina - chant, guitare, thérémine (1999-2012, depuis 2017)
- Stefano Verderi - guitare, synthétiseurs, sitar (1999-2012, depuis 2017)
- Marco Castellani - basse (2003-2008, depuis 2017)
- Alessandro Deidda - batterie (1999-2012, depuis 2017)

### Anciens membres
- Emanuele Gardossi - basse (2008-2012)

## Discographie

### Albums studio
- 2003 : Le Vibrazioni (No 2 en Italie)
- 2005 : Le Vibrazioni II (No 3 en Italie) 85 000 copies vendues[4]
- 2006 : Officine meccaniche
- 2010 : Le Strade del tempo
- 2018 : V

### Albums live
- 2008 : En vivo (No 17 en Italie)
- 2011 : Come far nascere un fiore (best-of)

### Singles
- 2003 : Dedicato a te (No 1 en Italie) *
- 2003 : In Una Notte D'estate *
- 2003 : E se ne va *
- 2003 : Vieni Da Me *
- 2003 : Fragile fin che vuoi
- 2004 : Sono Più Sereno *
- 2004 : Il paese dei burattinai
- 2005 : Raggio di Sole (No 3 en Italie) *
- 2005 : Ovunque Andrò *
- 2005 : Angelica, Aspettando *
- 2005 : Ogni Giorno Ad Ogni Ora *
- 2006 : Fermi Senza Forma (sorti uniquement sur internet, via le site de MtvOverdrive) *
- 2006 : Se *
- 2006 : Tour
- 2007 : Portami Via *
- 2007 : Dimmi *
- 2008 : Drammaturgia *
- 2008 : Insolita *
- 2008 : Su un altro pianeta *
- 2010 : Senza indugio
- 2010 : Invocazioni al cielo *
- 2011 : Come far nascere un fiore *
- 2012 : Il sangue e anche il resto
- 2018 : Così sbagliato *

Les titres suivis d'un astérisque ont donné lieu à un clip.